# اس‌ام‌اس رادتسکی
اس‌ام‌اس رادتزکی (به انگلیسی: SMS Radetzky) یک کشتی است که طول آن ۱۳۹ متر (۴۵۶ فوت) می‌باشد. این کشتی در سال ۱۹۰۹ ساخته شد.